# Agave nashii
Agave nashii är en sparrisväxtart som beskrevs av William Trelease. Agave nashii ingår i släktet Agave och familjen sparrisväxter. Inga underarter finns listade i Catalogue of Life.